# Liste der Monuments historiques in Saint-Hélen
Die Liste der Monuments historiques in Saint-Hélen führt die Monuments historiques in der französischen Gemeinde Saint-Hélen auf.

## Liste der Bauwerke
| Bezeichnung                  | Beschreibung              | Standort | Kennzeichnung | Schutzstatus | Datum | Bild           |
| ---------------------------- | ------------------------- | -------- | ------------- | ------------ | ----- | -------------- |
| Ruine des Schlosses Coëtquen | Erbaut im 15. Jahrhundert | (Lage)   | PA00089632    | Inscrit      | 1927  | weitere Bilder |